# مكتب المدعي العام للمستهلك
مكتب المدعي العام للمستهلك (بالإنجليزية: Office of the Federal Prosecutor for the Consumer، بالإسبانية: Procuraduría Federal del Consumidor) أو (PROFECO؛ اختصاراً) مؤسسة حكومية مكسيكية، تابعة للنائب العام في المكسيك، أنشئت لحماية المستهلكين من سوء المعاملة أو الاحتيال من قبل الشركات العاملة في المكسيك.
تُعد المكسيك ثاني الدولة في أمريكا اللاتينية التي مررت قانون حماية المستهلك الإتحادي في 5 فبراير، 1976، في حلول 1982، كان للمكتب 32 مُمثل، واحد في كل ولاية ومنطقة فيدرالية. تُصدر المؤسسة مجلة مطبوعة لتوعية المستهلكين بجودة المنتجات المختلفة. كما تقيم نوعية محطات الوقود في جميع أنحاء البلاد، وتعمل على حل العديد من النزاعات على الصعيد الوطني.

## وصلات خارجية
- الموقع الرسمي
- موقع مجلة المستهلك نسخة محفوظة 10 مارس 2010 على موقع واي باك مشين.